# Johann Philipp Weitzel
Johann Philipp Weitzel (in amtlichen Dokumenten Johann Philipp Weitzel II.) (* 26. Juni 1826 in Ober-Ingelheim; † 6. September 1903 in Nieder-Ingelheim) war ein hessischer Gutsbesitzer und Politiker (NLP) und Abgeordneter der 2. Kammer der Landstände des Großherzogtums Hessen.
Johann Philipp Weitzel war der Sohn des Landwirts Johan Philipp Weitzel und dessen Ehefrau Katharina, geborene Weyell. Weitzel, der evangelischen Glaubens war, war Gutsbesitzer in Nieder-Ingelheim und heiratete Elisabeth geborene Moller.
Von 1879 bis 1884 gehörte er der Zweiten Kammer der Landstände an. Er wurde für den Wahlbezirk Rheinhessen 9/Ober-Ingelheim gewählt. 1862 bis 1882 war er Bürgermeister in Nieder-Ingelheim.